# Rezerwat przyrody Błonie
Rezerwat przyrody Błonie – istniejący w latach 1977–2013 florystyczny i słonoroślowy (halofilny) rezerwat przyrody w gminie Łęczyca, w powiecie łęczyckim, w województwie łódzkim.
Został powołany Zarządzeniem Ministra Leśnictwa i Przemysłu Drzewnego z dnia 4 kwietnia 1977 roku (M.P. z 1977 r. nr 10, poz. 64). Zajmował powierzchnię 20,74 ha. Według aktu powołującego, rezerwat utworzono w celu zachowania stanowiska roślinności halofilnej. Występował tu soliród zielny (Salicornia herbacea), mlecznik nadmorski (Glaux maritima), muchotrzew solniskowy (Spergularia salina), ostrzew rudy (Blysmus rufus). 
W wyniku zaniku trzech głównych zespołów halofilnych (Salicornietum herbaceae – solirodu zielonego, Blysmetum rufi – ostrzewu rudego, Triglochino-Glaucetum maritimae – łąki słonawej) będących przedmiotem ochrony tego rezerwatu na mocy Zarządzenia nr 40/2013 Regionalnego Dyrektora Ochrony Środowiska w Łodzi z dnia 26 czerwca 2013 roku rezerwat został zlikwidowany.